# سودوکارپیدیوم
سودوکارپیدیوم (نام علمی: Pseudocarpidium) نام یک سرده از تیره نعناعیان است.